# Ylimmäinen Vuottojärvi
Ylimmäinen Vuottojärvi är en sjö i kommunen Kajana i landskapet Kajanaland i Finland. Sjön ligger 156,5 meter över havet. Den är 2,1 meter djup. Arean är 56 hektar och strandlinjen är 5,07 kilometer lång. Sjön  ingår i Uleälvens huvudavrinningsområde.   Den ligger omkring 32 kilometer sydväst om Kajana och omkring 440 kilometer norr om Helsingfors. 